# Ainhice-Mongelos
Ainhice-Mongelos (baskisch Ainhize-Monjolose) ist eine französische Gemeinde mit 167 Einwohnern (Stand 1. Januar 2022) im Département Pyrénées-Atlantiques in der Region Nouvelle-Aquitaine. Die Gemeinde gehört zum Arrondissement Bayonne und zum Kanton Montagne Basque (bis 2015: Kanton Saint-Jean-Pied-de-Port).
Die Bewohner werden Ainhiztars oder Monjolostars genannt. Der Name Mongelos ist von Mont Jaloux abgeleitet.

## Geographie
Ainhice-Mongelos liegt circa 55 Kilometer südöstlich von Bayonne in der Nähe von Saint-Jean-Pied-de-Port im französischen Teil des Baskenlandes. Der Ort ist Teil des Pays de Cize, ein Landstrich im Nieder-Navarra. Umgeben wird Ainhice-Mongelos von den Nachbargemeinden Lantabat und Suhescun im Norden, Larceveau-Arros-Cibits im Osten, Bustince-Iriberry, Gamarthe und Lacarre im Süden sowie Jaxu im Westen.
Ainhice-Mongelos liegt im Einzugsgebiet des Flusses Adour. Der Lakako Erreka, ein Zufluss der Nive und der Artikaitéko Erreka, ein Zufluss der Bidouze, entspringen im Gemeindegebiet. Weitere Zuflüsse der Nive durchqueren die Gemeinde, u. a. die Bäche Arzuby, Idiondoa und Arangorriko erreka.

## Geschichte
Die Siedlung Ainhice ist unter dem Namen Anfiz im 12. Jahrhundert erstmals erwähnt. Unweit von Ainhice wurde Mongelos um 1240 als Bastide erbaut. Befestigt und mit Gräben versehen, diente die Bastide dazu, die Landstraßen von Ainhice nach Bustince und Iriberry, sowie die Verbindung von Gamarthe nach Lacarre zu schützen. 
Im Krieg der Heiligen Liga (1511–1513) geriet das Königreich Navarra zum Nebenkriegsschauplatz der Auseinandersetzungen zwischen Ludwig XII., König von Frankreich und  Ferdinand II. von Aragón, dessen Heerführer, der Herzog von Alba, im Jahre 1512 das Navarra zunächst eroberte. Im Herbst 1512 versuchte  Johann III., König von Navarra und Vasall des französischen Königs, eine Gegenoffensive. Eine erste Schlacht fand vor Ainhice-Mongelos statt, welches die Truppen des Herzogs von Alba zuvor in Brand gesteckt hatten, bevor sie abzogen. Am Ende des Krieges wurde das Königreich Navarra schließlich in zwei Teile gespalten.
Ainhice und Mongelos sind am 16. August 1841 zur heutigen Gemeinde zusammengeführt worden.

### Einwohnerentwicklung
| Jahr      | 1968 | 1975 | 1982 | 1990 | 1999 | 2008 | 2013 |
| --------- | ---- | ---- | ---- | ---- | ---- | ---- | ---- |
| Einwohner | 226  | 199  | 179  | 173  | 175  | 166  | 161  |

## Sehenswürdigkeiten

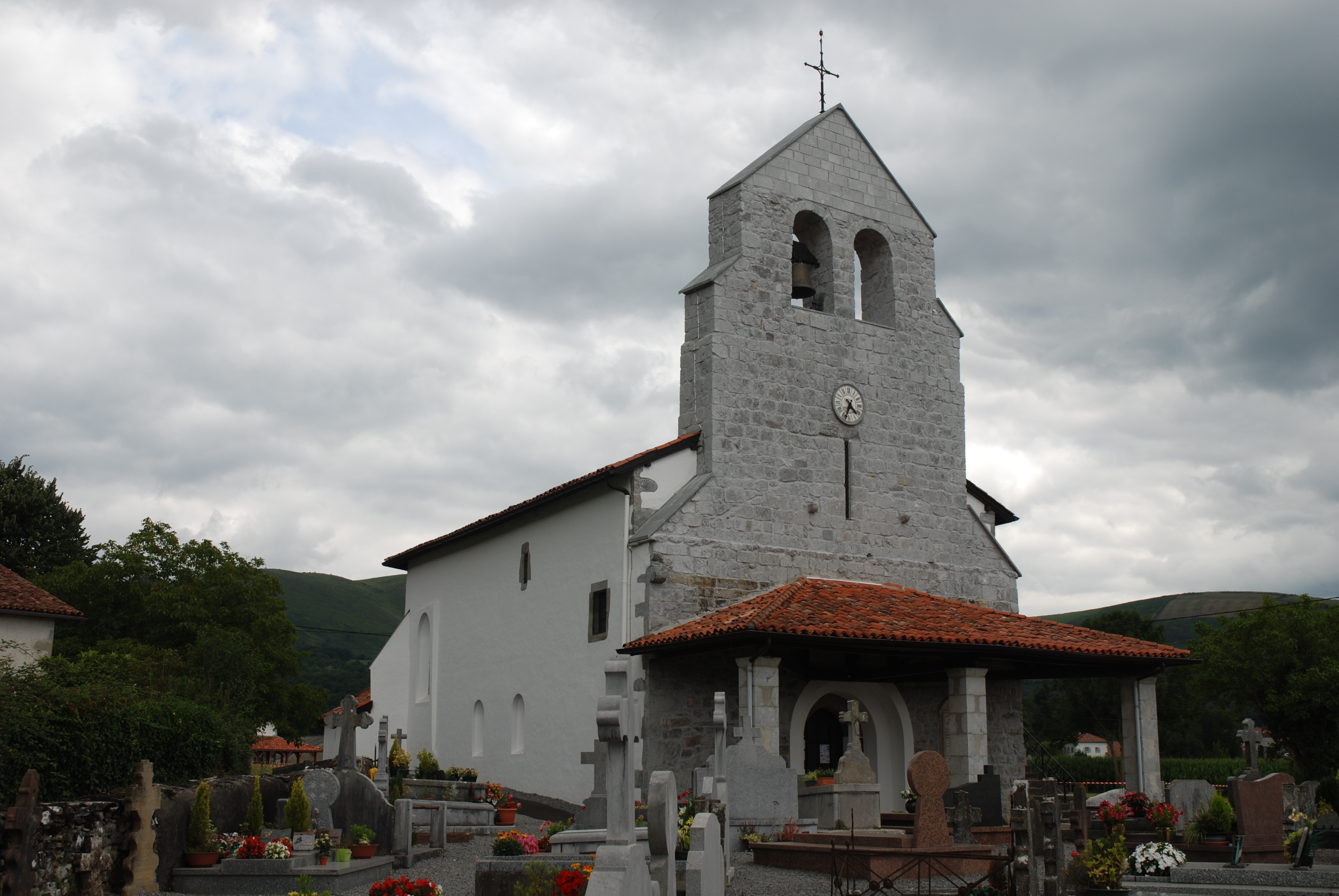
Kirche Mariä Himmelfahrt

- Kirche, gewidmet Mariä Himmelfahrt, wurde wahrscheinlich zwischen dem 11. und dem 13. Jahrhundert erbaut und im Laufe des 14. und 15. Jahrhunderts umgestaltet. Im Innern des einschiffigen Baus erstrecken sich Emporen auf zwei Ebenen, die über eine Außentreppe an der Südseite erreichbar sind. Im Baskenland feiern Männer und Frauen die Messe traditionell räumlich getrennt. Die höhere Ebene der Emporen ist hier den Männern vorbehalten.[6][9]
- Die Bauernhöfe Barnetxea, Elizaldea, Etxeparea und Irazabalea stammen aus dem 17. Jahrhundert.[10]

## Wirtschaft und Infrastruktur
Die Wirtschaft wird hauptsächlich von der Landwirtschaft (Weidewirtschaft und Viehzucht) bestimmt.
Ainhice-Mongelos liegt in den Zonen AOC des Ossau-Iraty, ein traditionell hergestellter Schnittkäse aus Schafmilch, der Schweinerasse und des Schinkens „Kintoa“.

### Verkehr
Ainhice-Mongelos ist angeschlossen an die Routes départementales 422 und 933 (ehemalige Nationalstraße N133) und über Linien des Busnetzes Transports 64 mit anderen Gemeinden des Départements verbunden.